# Neuhof (Niedersachsen)
Neuhof er en by og tidligere kommune i det centrale Tyskland med 417(2014) indbyggere, hørende under Landkreis Hildesheim i den sydlige del af delstaten Niedersachsen. Den er en del af amtet (Samtgemeinde) Lamspringe.

## Geografi
Neuhof ligger sydvest for Bad Salzdetfurth ved højdedraget Harplage ved floden Lamme, der er en biflod til Leine.

### Inddeling
I kommunen er der tre landsbyer:
- Neuhof
- Ammenhausen
- Wöllersheim